# Schinia
Schinia, tiếng Anh thường gọi là Flower Moth, là một chi lớn bao gồm các loài bướm đêm thuộc họ Noctuidae. Chi phân bố trong vùng sinh thái Hôlactic với đa số các loài ở Bắc Mỹ, nhiều loài có dải phân bố và thực vật cung cấp thức ăn cho ấu trùng rất giới hạn.

## Thông tin loài và thực vật thực phẩm
| Danh pháp khoa học                              | Tên tiếng Anh                                   | Đồng nghĩa | Thực vật cung cấp thức ăn cho ấu trùng                                                      |
| ----------------------------------------------- | ----------------------------------------------- | --- | ------------------------------------------------------------------------------------------- |
| Schinia accessa Smith, 1906                     |                                                 | | Artemisia                                                                                   |
| Schinia acutilinea (Grote, 1878)                | Angled Gem, Acute-Lined Flower Moth             | Schinia separata Grote, 1879, Schinia velutina Barnes & McDunnough, 1912                                           |                                                                                             |
| Schinia aetheria Barnes & McDunnough, 1912      |                                                 | |                                                                                             |
| Schinia albafascia Smith, 1883                  |                                                 | |                                                                                             |
| Schinia alencis Harvey, 1875                    |                                                 | |                                                                                             |
| Schinia amaryllis Smith, 1891                   |                                                 | Heliophana amaryllis                                                                                               | Ambrosia                                                                                    |
| Schinia angulilinea Hardwick, 1996              |                                                 | Schinia arizonensis                                                                                                |                                                                                             |
| Schinia antonio Smith, 1906                     |                                                 | | Aphanostephus                                                                               |
| Schinia arcigera Guenée, 1852                   | Arcigera Flower Moth                            | Schinia arcifera; Schinia spraguei; Schinia limbalis                                                               | Aster, Chloracantha spinosa, Psilactis tenuis                                               |
| Schinia arefacta H. Edwards, 1884               | Arefacta Flower Moth                            | |                                                                                             |
| Schinia argentifascia Barnes & McDunnough, 1912 |                                                 | | Ericameria                                                                                  |
| Schinia aurantiaca H. Edwards, 1881             |                                                 | Annaphila aurantiaca H. Edwards, 1881, Schinia californica (Hampson, 1903), Pyrocleptria californica Hampson, 1903 | Eriastrum sapphirinum, Gilia                                                                |
| Schinia avemensis Dyar, 1904                    | Gold-edged Gem                                  | | Helianthus petiolaris                                                                       |
| Schinia bicuspida Smith, 1891                   |                                                 | | Isocoma drummondii, Machaeranthera annua                                                    |
| Schinia biforma Smith, 1906                     |                                                 | | Amblyolepis setigera                                                                        |
| Schinia bimatris Harvey, 1875                   | White Flower Moth                               | |                                                                                             |
| Schinia bina Guenée, 1852                       | Bina Flower Moth                                | | Chloracantha spinosa, Gaillardia pulchella, Tetraneuris linearifolia, Verbesina encelioides |
| Schinia biundulata Smith, 1891                  |                                                 | | Gilia cana                                                                                  |
| Schinia brunnea Barnes & McDunnough, 1913       |                                                 | |                                                                                             |
| Schinia buta Smith, 1907                        |                                                 | | Brickellia californica                                                                      |
| Schinia cardui (Hübner, 1790)                   |                                                 | | Picris hieracioides                                                                         |
| Schinia carminatra Smith, 1903                  |                                                 | |                                                                                             |
| Schinia carmosina Neumoegen, 1883               | Maroon-Washed Flower Moth                       | | Carphephorus corymbosus, Garberia heterophylla                                              |
| Schinia carolinensis Barnes & McDunnough, 1911  |                                                 | |                                                                                             |
| Schinia chilensis (Hampson, 1903)               |                                                 | Chloridea chilensis Hampson, 1903                                                                                  |                                                                                             |
| Schinia chryselloides Pogue & Harp, 2005        |                                                 | |                                                                                             |
| Schinia chrysella Grote, 1874                   |                                                 | Schinia lanul Strecker, [1878]                                                                                     | Amphiachyris dracunculoides                                                                 |
| Schinia ciliata Smith, 1900                     |                                                 | | Gutierrezia sarothrae                                                                       |
| Schinia citrinella Grote & Robinson, 1870       |                                                 | | Croton                                                                                      |
| Schinia coercita Grote, 1881                    |                                                 | Schinia alensa Smith, 1906                                                                                         |                                                                                             |
| Schinia cognata (Freyer, 1833)                  |                                                 | | Chondrilla juncea                                                                           |
| Schinia crenilinea Smith, 1891                  | Creniline Flower Moth                           | |                                                                                             |
| Schinia crotchii (Hy. Edwards, 1875)            |                                                 | |                                                                                             |
| Schinia cumatilis Grote, 1865                   | Silver-Banded Gem                               | | Artemisia frigida                                                                           |
| Schinia cupes Grote, 1875                       |                                                 | Schinia crotchii Hy. Edwards, 1875; Schinia navarra; Trichosellus cupes                                            | Camissonia claviformis, Castilleja exserta                                                  |
| Schinia deserticola Barnes & McDunnough, 1916   |                                                 | | Camissonia claviformis                                                                      |
| Schinia diffusa Smith, 1891                     |                                                 | Schinia neglecta Strecker, 1898                                                                                    | Machaeranthera annua                                                                        |
| Schinia dobla Smith, 1906                       |                                                 | | Ambrosia dumosa                                                                             |
| Schinia edwardsii Smith, 1906                   |                                                 | |                                                                                             |
| Schinia erosa Smith, 1906                       |                                                 | | Isocoma acradenia                                                                           |
| Schinia errans Smith, 1883                      |                                                 | Lygranthoecia errans                                                                                               | Machaeranthera tanacetifolia                                                                |
| Schinia erythrias Pogue, 2006                   |                                                 | Schinia pulchra |                                                                                             |
| Schinia felicitata Smith, 1894                  |                                                 | | Oenothera deltoides                                                                         |
| Schinia ferrisi Pogue & Harp, new species       |                                                 | |                                                                                             |
| Schinia florida Guenée, 1852                    | Primrose Moth                                   | | Oenothera                                                                                   |
| Schinia fulleri McElvare, 1961                  | Fuller's Flower Moth                            | | Balduina angustifolia                                                                       |
| Schinia gabrielae Badilla & Angulo, 1998        |                                                 | |                                                                                             |
| Schinia gaurae J. E. Smith, 1797                | Clouded Crimson                                 | | Gaura                                                                                       |
| Schinia gracilenta Hübner, 1818                 | Slender Flower Moth                             | Schinia bifascia Hübner, 1818                                                                                      | Brickellia eupatorioides, Iva annua, Ambrosia trifida, Eupatorium purpureum                 |
| Schinia grandimedia Hardwick 1996               | Rockies Boneset Flower Moth                     | |                                                                                             |
| Schinia graefiana Tepper, 1882                  |                                                 | Heliothis graefiana; Schinia triolata                                                                              | Chaenactis                                                                                  |
| Schinia hanga Strecker, 1898                    |                                                 | |                                                                                             |
| Schinia hardwickorum Opler 2004                 |                                                 | |                                                                                             |
| Schinia honesta Grote, 1881                     | Black-Spotted Gem                               | |                                                                                             |
| Schinia hulstia Tepper, 1883                    | Hulst Flower Moth                               | Schinia tenuescens Grote, 1883                                                                                     |                                                                                             |
| Schinia illustra Smith, 1906                    |                                                 | |                                                                                             |
| Schinia immaculata Pogue, 2004                  |                                                 | |                                                                                             |
| Schinia imperialis (Staudinger, 1871)           |                                                 | | Cephalaria procera                                                                          |
| Schinia indiana Smith, 1908                     | Phlox Moth                                      | | Phlox pilosa                                                                                |
| Schinia intermontana Hardwick, 1958             |                                                 | | Erigeron                                                                                    |
| Schinia intrabilis Smith, 1893                  |                                                 | | Pluchea sericea                                                                             |
| Schinia jaegeri G. H. Sperry, 1940              |                                                 | | Xylorhiza                                                                                   |
| Schinia jaguarina Guenée, 1852                  | Jaguar Flower Moth                              | Schinia demaculata                                                                                                 | Baptisia, Pediomelum rhombifolium, Psoralidium tenuiflorum, Trifolium                       |
| Schinia ligeae Smith, 1893                      |                                                 | | Machaeranthera canescens, Xylorhiza tortifolia                                              |
| Schinia lucens Morrison, 1875                   | Leadplant Flower Moth, False Indigo Flower Moth | | Amorpha                                                                                     |
| Schinia luxa Grote, 1881                        |                                                 | Bessula luxa Grote, 1881                                                                                           |                                                                                             |
| Schinia lynda Troubridge, 2002                  |                                                 | |                                                                                             |
| Schinia lynx Guenée, 1852                       | Lynx Flower Moth                                | | Erigeron, Heterotheca subaxillaris                                                          |
| Schinia mcfarlandi Opler, 2004                  |                                                 | |                                                                                             |
| Schinia macneilli Hardwick 1996                 |                                                 | |                                                                                             |
| Schinia maculata Pogue, 2004                    |                                                 | Schinia blanca |                                                                                             |
| Schinia masoni Smith, 1896                      | Blanket Flower Moth                             | Schinia aden Strecker, 1898                                                                                        | Gaillardia aristata                                                                         |
| Schinia meadi Grote, 1873                       | Mead's Flower Moth                              | |                                                                                             |
| Schinia mexicana Hampson, 1903                  |                                                 | Adonisea mexicana; Eupanychis mexicana                                                                             |                                                                                             |
| Schinia miniana Grote, 1881)                    | Desert-Marigold Moth                            | Schinia pallicincta Smith, 1906                                                                                    | Baileya                                                                                     |
| Schinia mitis Grote, 1873                       | Matutinal Flower Moth                           | | Pyrrhopappus                                                                                |
| Schinia mortua Grote, 1865                      |                                                 | | Grindelia, Haplopappus                                                                      |
| Schinia niveicosta Smith, 1906                  |                                                 | | Palafoxia linearis                                                                          |
| Schinia nubila Strecker, 1876                   | Camphorweed Flower Moth, Brown Flower Moth      | Schinia dolosa Strecker, 1898; Schinia lora Strecker, 1898                                                         | Heterotheca subaxillaris, Solidago                                                          |
| Schinia nuchalis Grote, 1878                    |                                                 | |                                                                                             |
| Schinia nundina Drury, [1773]                   | Goldenrod Flower Moth                           | | Aster, Solidago                                                                             |
| Schinia obliqua Smith, 1883                     |                                                 | |                                                                                             |
| Schinia obscurata Strecker, 1898                | Obscure Schinia Moth                            | Schinia tanena Strecker, 1898                                                                                      | Erigeron                                                                                    |
| Schinia oculata Smith, 1900                     |                                                 | Schinia macroptica                                                                                                 | Baccharis sarothroides                                                                      |
| Schinia oleagina Morrison, 1875                 |                                                 | Schinia sara Smith, 1907; Schinia baueri McElvare, 1951; Schinia ernesta Smith, 1907                               | Brickellia                                                                                  |
| Schinia oliva (Martyn, 1797)                    |                                                 | |                                                                                             |
| Schinia olivacea Smith, 1906                    |                                                 | | Hermannia texana, Sphaeralcea lindheimeri                                                   |
| Schinia parmeliana H. Edwards, 1882             |                                                 | |                                                                                             |
| Schinia perminuta H. Edwards, 1881              | miền tây Small Flower Moth                      | Schinia dubitans; Pseudotamila perminuta                                                                           |                                                                                             |
| Schinia persimilis Grote, 1873                  | Persimilis Flower Moth                          | |                                                                                             |
| Schinia petulans H. Edwards, 1884               | Impatient Flower Moth                           | | Chrysopsis subulata                                                                         |
| Schinia psamathea Pogue, 2010                   |                                                 | |                                                                                             |
| Schinia pulchripennis Grote, 1874               | Common Flower Moth                              | | Castilleja exserta                                                                          |
| Schinia purpurascens (Tauscher, 1809)           |                                                 | |                                                                                             |
| Schinia regia Strecker, 1876                    |                                                 | | Vernonia texana                                                                             |
| Schinia regina Pogue & Harp, 2003               | Reginia Primrose Moth                           | |                                                                                             |
| Schinia reniformis Smith, 1900                  |                                                 | |                                                                                             |
| Schinia rivulosa Guenée, 1852                   | Ragweed Flower Moth                             | | Ambrosia                                                                                    |
| Schinia roseitincta Harvey, 1875                |                                                 | |                                                                                             |
| Schinia rufipenna Hardwick, 1983                |                                                 | | Pityopsis graminifolia                                                                      |
| Schinia rufocostulata Pogue & Harp, 2005        |                                                 | |                                                                                             |
| Schinia sanguinea Geyer, 1832                   | Bleeding Flower Moth                            | Schinia gloriosa Strecker, 1878; Schinia terrifica Barnes & McDunnough, 1918                                       | Liatris                                                                                     |
| Schinia sanrafaeli Opler, 2004                  |                                                 | |                                                                                             |
| Schinia saturata Grote, 1874                    | Brown Flower Moth                               | | Heterotheca subaxillaris, Pityopsis graminifolia                                            |
| Schinia scarletina Smith, 1900                  |                                                 | | Stephanomeria                                                                               |
| Schinia scissa Grote, 1876                      |                                                 | |                                                                                             |
| Schinia scissoides Benjamin, 1936               | Divided Flower Moth                             | |                                                                                             |
| Schinia scutosa (Denis & Schiffermüller, 1775)  | Spotted Clover                                  | |                                                                                             |
| Schinia septentrionalis Walker, 1858            | miền bắc Flower Moth                            | | Aster                                                                                       |
| Schinia sexata Smith, 1906                      |                                                 | | Erigeron glabellus                                                                          |
| Schinia sexplagiata Smith, 1891                 |                                                 | | Ambrosia psilostachya                                                                       |
| Schinia simplex Smith, 1891                     |                                                 | | Ipomoea leptophylla                                                                         |
| Schinia siren Strecker, 1876                    | Aluring Schinia Moth                            | Schinia inclara Strecker, 1876                                                                                     | Verbesina encelioides                                                                       |
| Schinia snowi (Grote, 1875)                     |                                                 | |                                                                                             |
| Schinia sordida Smith, 1883                     | Sordid Flower Moth                              | Schinia approximata Strecker, 1898; Schinia ar Strecker, 1898; Schinia labe Strecker, 1898                         | Pityopsis pinifolia                                                                         |
| Schinia spinosae Guenée, 1852                   | Spinose Flower Moth                             | | Pityopsis falcata                                                                           |
| Schinia subspinosae Hardwick 1996               |                                                 | |                                                                                             |
| Schinia sueta Grote, 1873                       |                                                 | | Lupinus                                                                                     |
| Schinia tertia Grote, 1874                      |                                                 | Tamila tertia Grote, 1874                                                                                          | Ericameria, Isocoma pluriflora, Liatris                                                     |
| Schinia thoreaui Grote & Robinson, 1870         | Thoreau's Flower Moth                           | | Ambrosia                                                                                    |
| Schinia tobia Smith, 1906                       |                                                 | | Dicoria canescens                                                                           |
| Schinia trifascia Hübner, 1818                  | Three-Lined Flower Moth                         | | Brickellia, Eupatorium, Liatris                                                             |
| Schinia tuberculum Hübner, 1827-31              |                                                 | | Pityopsis graminifolia                                                                      |
| Schinia ultima Strecker, 1876                   |                                                 | |                                                                                             |
| Schinia unimacula Smith, 1891                   | Rabbitbush Flower Moth                          | | Ericameria, Haplopappus                                                                     |
| Schinia vacciniae H. Edwards, 1875              |                                                 | |                                                                                             |
| Schinia varix Knudson, Bordelon & Pogue, 2003   |                                                 | | Gaillardia                                                                                  |
| Schinia velaris Grote, 1878                     |                                                 | | Lepidospartum squamatum                                                                     |
| Schinia verna Hardwick, 1983                    | Verna's Flower Moth                             | | Antennaria                                                                                  |
| Schinia villosa Grote, 1864                     | Little Dark Gem                                 | | Aster, Erigeron, Eucephalus ledophyllus                                                     |
| Schinia volupia Fitch, 1868                     | Painted Schinia Moth                            | | Gaillardia pulchella                                                                        |
| Schinia walsinghami H. Edwards, 1881            |                                                 | Schinia balba Grote, 1881                                                                                          | Chrysothamnus, Ericameria                                                                   |
| Schinia zuni McElvare, 1950                     |                                                 | |                                                                                             |

## Các loài chưa công bố
- Schinia n. sp. hoặc Carrizo Flower Moth[29]
- Schinia n. sp. nr. avemensis[30]